# Красноспинная рыбная сова
Красноспинная рыбная сова (лат. Scotopelia ussheri) — вид птиц из рода рыбных сов, обитающий в Западной Африке.

## Описание
Ареал расположен на территории таких стран как Гана, Гвинея, Либерия, Сьерра-Леоне и Кот-д’Ивуар. Достигает длины в 46—51 см, имеет рыжеватое оперение и тёмно-коричневые глаза. Населяет мангровые, субтропические и тропические влажные низменные леса. Основу рациона составляет рыба.  Популяция находится в уязвимом положении вследствие вырубки лесов, среды обитания этих сов.